# Al Yauf
Al Yauf (en árabe: الجوف) es una ciudad del sudeste de Libia, capital del distrito de Al Kufrah.
La ciudad está ubicada al oeste del oasis Kufra.

## Clima
En la ciudad casi no llueve, solo aproximadamente 2,5 mm al año. Cada año, las temperaturas suelen superan los 32 °C durante casi 200 días. En verano las altas temperaturas pueden llegar a los 40 °C.
| Parámetros climáticos promedio de Al Yauf | Parámetros climáticos promedio de Al Yauf | Parámetros climáticos promedio de Al Yauf | Parámetros climáticos promedio de Al Yauf | Parámetros climáticos promedio de Al Yauf | Parámetros climáticos promedio de Al Yauf | Parámetros climáticos promedio de Al Yauf | Parámetros climáticos promedio de Al Yauf | Parámetros climáticos promedio de Al Yauf | Parámetros climáticos promedio de Al Yauf | Parámetros climáticos promedio de Al Yauf | Parámetros climáticos promedio de Al Yauf | Parámetros climáticos promedio de Al Yauf | Parámetros climáticos promedio de Al Yauf |
| Mes                                       | Ene.                                      | Feb.                                      | Mar.                                      | Abr.                                      | May.                                      | Jun.                                      | Jul.                                      | Ago.                                      | Sep.                                      | Oct.                                      | Nov.                                      | Dic.                                      | Anual                                     |
| ----------------------------------------- | ----------------------------------------- | ----------------------------------------- | ----------------------------------------- | ----------------------------------------- | ----------------------------------------- | ----------------------------------------- | ----------------------------------------- | ----------------------------------------- | ----------------------------------------- | ----------------------------------------- | ----------------------------------------- | ----------------------------------------- | ----------------------------------------- |
| Temp. máx. abs. (°C)                      | 32.2                                      | 37.2                                      | 40                                        | 43.9                                      | 47.8                                      | 50                                        | 43.9                                      | 46.1                                      | 42.2                                      | 41.1                                      | 38.3                                      | 32.8                                      | 50                                        |
| Temp. máx. media (°C)                     | 20.6                                      | 23.3                                      | 27.8                                      | 32.8                                      | 36.1                                      | 38.9                                      | 37.8                                      | 38.3                                      | 35.6                                      | 32.2                                      | 27.2                                      | 22.8                                      | 31.1                                      |
| Temp. media (°C)                          | 12.8                                      | 15                                        | 18.9                                      | 23.9                                      | 27.8                                      | 30.6                                      | 30                                        | 30.6                                      | 27.8                                      | 24.4                                      | 19.4                                      | 15                                        | 23                                        |
| Temp. mín. media (°C)                     | 5                                         | 6.7                                       | 10                                        | 15                                        | 19.4                                      | 22.2                                      | 22.8                                      | 23.3                                      | 20.6                                      | 16.7                                      | 11.7                                      | 7.2                                       | 15                                        |
| Temp. mín. abs. (°C)                      | -3.3                                      | -1.7                                      | 0.6                                       | 7.2                                       | 8.9                                       | 15.6                                      | 16.7                                      | 17.2                                      | 13.3                                      | 3.9                                       | 2.8                                       | -1.1                                      | -3.3                                      |
| Precipitación total (mm)                  | 2.5                                       | 0.0                                       | 0.0                                       | 0.0                                       | 0.0                                       | 0.0                                       | 0.0                                       | 0.0                                       | 0.0                                       | 0.0                                       | 0.0                                       | 0.0                                       | 2.5                                       |
| Días de precipitaciones (≥ 1 mm)          | 0.1                                       | 0.0                                       | 0.0                                       | 0.0                                       | 0.0                                       | 0.0                                       | 0.0                                       | 0.0                                       | 0.0                                       | 0.0                                       | 0.0                                       | 0.0                                       | 0.1                                       |
| Humedad relativa (%)                      | 53                                        | 48                                        | 41                                        | 34                                        | 32                                        | 27                                        | 28                                        | 28                                        | 33                                        | 37                                        | 45                                        | 52                                        | 38                                        |
| Fuente: Weatherbase (en inglés)           |                                           |                                           |                                           |                                           |                                           |                                           |                                           |                                           |                                           |                                           |                                           |                                           |                                           |

## Situación durante la Guerra Civil
Brevemente durante la  rebelión en Libia de 2011, la ciudad cayó bajo el control de la oposición al gobierno de Muamar el Gadafi. El 28 de abril la ciudad fue retomada por los leales a Gadafi.